# Befang (langue)
Pour les articles homonymes, voir Befang.
Le befang (ou beba-befang, biba-bifang, bifang, menchum) est une langue bantoïde des Grassfields parlée au Cameroun par environ 2 980 personnes (2000) dans la région du Nord-Ouest, dans l'arrondissement de Tubah du département du Mezam, dans l'arrondissement de Wum dans le département du Menchum, notamment autour de la localité de Befang.